# 30088 Deprá
30088 Deprá è un asteroide della fascia principale. Scoperto nel 2000, presenta un'orbita caratterizzata da un semiasse maggiore pari a 2,4563895 au e da un'eccentricità di 0,1713411, inclinata di 3,59021° rispetto all'eclittica.
L'asteroide è dedicato all'astronomo statunitense Mário De Prá.